# Nicolas Roze

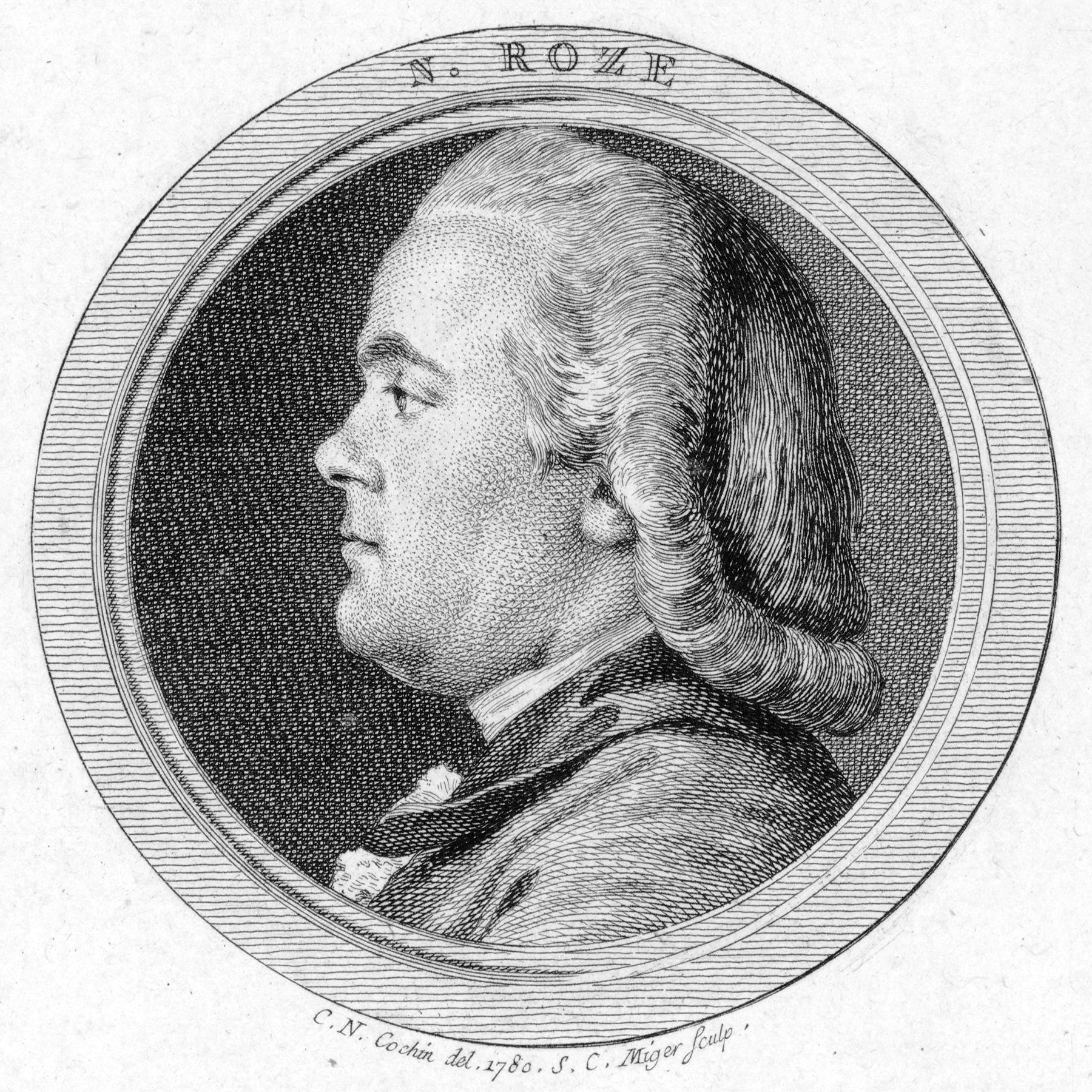
Nicolas Roze

Abbé Nicolas Roze (* 17. Januar 1745 in Bourgneuf-Val-d’Or; † 30. September 1819 in St. Mandé) war ein französischer Musikpädagoge und Komponist.

## Leben
Roze erhielt ab dem 7. Lebensjahr seine Ausbildung als Chorknabe an der Kollegiatkirche Notre-Dame de Beaune. Kompositionslehre erhielt er bei einem gewissen Jean-Marie Rousseau in Dijon. Von 1767 bis 1769 war er Kapellmeister an Notre-Dame de Beaune. 1769 zog er nach Paris, in dieser Zeit erhielt er von Antoine Dauvergne, dem Leiter der Pariser Oper, den Auftrag eine Motette für das Concert spirituel zu komponieren. Von 1770 bis 1775 war Roze Kapellmeister an der Kathedrale von Angers und kehrte danach wieder nach Paris zurück, wo er Kapellmeister an der Église des Innocents wurde. Hier war sein Schüler Jean-François Lesueur sous-maître de musique. Da ihm eine Anstellung in der königlichen Kapelle versagt blieb, wirkte er ab 1779 als privater Generalbass- und Harmonielehrer, in dieser Zeit veröffentlichte er ein Werk zur Harmonielehre, das von Jean-Benjamin de La Borde veröffentlicht wurde. 1807 wurde er Leiter Bibliothek am Pariser Konservatorium. 1814 zählte Roze, mit François-Joseph Gossec und Étienne Ozi zu den Autoren einer Méthode de serpent pour le service du culte et le service militaire.
Roze komponierte kirchenmusikalische Werke und verfasste musikwissenschaftliche Schriften, unter anderem über die Gregorianik.
Er war Mitglied der Freimaurerlogen Les Cœurs Simples de l’Étoile Polaire (1778–1779), Saint-Jean d’Écosse du Contrat Social (1783), L’Olympique de la Parfaite Estime und ab 1806 Neuf Sœurs.